# WC (zespół muzyczny)
WC (skrót od Wyidealizowana Ciemność) – polski zespół punkrockowy.

## Historia

### 1981–1985
Powstał latem 1981 w Miastku, założony przez wokalistę/basistę Jaromira Krajewskiego, gitarzystów Wiesława Wójtowicza i Leszka Weissa oraz perkusistę Macieja Kupca.
Grupa zadebiutowała w sierpniu na „Rockowych Spotkaniach Młodych – Miastko '81”. W lipcu następnego roku muzycy wystąpili na festiwalu Rock na Pojezierzu w Brodnicy, gdzie zdobyli pierwsze miejsce. W sierpniu zagrali na krakowskim „Open Rock” (stając się jednym z laureatów imprezy obok TZN Xenny i Trawnika). W tym samym miesiącu pojawili się na „III Ogólnopolskim Przeglądzie Muzyki Młodej Generacji w Jarocinie”.
Na przełomie 1982/1983 muzycy dali występy w wielu miastach Polski m.in. w Warszawie, Wrocławiu czy Gdańsku. Krajewski wówczas zrezygnował z gry na gitarze basowej, skupiając się wyłącznie na śpiewaniu, a jego obowiązki basisty przejął drugi gitarzysta Wiesław Wójtowicz. W lipcu 1983 grupa ponownie wystąpiła na festiwalu w Brodnicy tym razem w roli zaproszonego gościa. W 1984 WC w składzie: Jaromir Krajewski, Leszek Weiss, Wiesław Wójtowicz, Maciej Kupiec oraz Janusz T. Gawroński (saksofon, perkusja) nagrali pierwsze demo (Miejski Ośrodek Kultury w Miastku). W lipcu muzycy wzięli udział w świnoujskim festiwalu „FAMA”, grając tam u boku m.in. T.Love Alternative i Śmierci Klinicznej. Na początku 1985 grupa zawiesiła działalność.

### 1993–1997
Pod koniec 1993 doszło do reaktywacji zespołu w składzie: Jaromir Krajewski (wokal), Leszek Weiss (gitara, wokal), Wiesław Wójtowicz (gitara basowa), Eryk K. Bielik (gitara) i Grzegorz Kędzia (perkusja). Pierwszy koncert zagrali w kwietniu następnego roku w Bytowie razem z Dezerterem. W czerwcu muzycy przystąpili do nagrań w studiu Roberta Brylewskiego „Złota Skała” albumu Wyciągając rękę po... dobry ynteres, który ukazał się na rynku w tym samym roku w barwach wytwórni Silverton, a w sierpniu wystąpili na festiwalu w Jarocinie. W 1996 Weiss zaczął udzielać się jako gitarzysta w koszalińskiej formacji Gdziecikwiaty. Na początku 1997 WC zagrało ostatni występ i ponownie zawieszono jego działalność. W maju tego samego roku wytwórnia „Gold Rock” ('Złota Skała”) wydała album Archiwum z nagraniami dokonanymi w miasteckim M.O.K. w 1984.

### od 2005
W 2005 doszło do kolejnej reaktywacji grupy w składzie: Jaromir Krajewski, Leszek Weiss, gitarzysta Piotr Skotnicki (Rangers, Włochaty), perkusista Billy (Włochaty, The Analogs) oraz basista Paweł „Dmuchacz” Boguszewski (The Analogs). W marcu 2006 muzycy nagrali piosenkę Dezertera „Plakat” na tribute album Nie ma zagrożenia jest Dezerter. Jesienią 2007 przystąpili do nagrań kolejnego materiału, który ukazał się w 2008 na albumie Jurassic Punk.

## Muzycy
- Jaromir „Młody” Krajewski – wokal (1981–1985; 1993–1997; od 2005)
- Leszek Weiss – gitara, wokal (1981–1985; 1993–1997; od 2005)
- Wiesław Wójtowicz – gitara basowa (1981–1985; 1993–1997)
- Maciej Kupiec – perkusja (1981–1985)
- Janusz T. Gawroński – perkusja, saksofon (1984–1985)
- Eryk K. Bielik – gitara (1993–1997)
- Grzegorz Kędzia – perkusja (1993–1997)
- Piotr „Skoda” Skotnicki – gitara (od 2005)
- „Billy” – perkusja (od 2005)
- Paweł „Dmuchacz” Boguszewski – gitara basowa (od 2005)

## Dyskografia

### Albumy studyjne
- Wyciągając rękę po... dobry ynteres (1994)
- Archiwum (1997)
- Jurassic Punk (2008)

### Albumy kompilacyjne różnych wykonawców
- Nie ma zagrożenia jest Dezerter (2006) – utwór: „Plakat"
- Prowadź mnie ulico:
  - Prowadź mnie ulico vol. 3 (2006) – utwór: „Puste Miejsce”[2][3][4]
  - Prowadź mnie ulico vol. 4 (2007) – utwory: „Szczęście” i „Prezydent”[5][6][7]
  - Prowadź mnie ulico vol. 5 (2008) – utwory: „Straszna generacja” i „Pozycja”[8][9][10].
  - Prowadź mnie ulico vol. 6 (2014) – utwory: „Obciach” i „Pracujesz-Produkujesz”[11][12][13]
- Poland 4 Ramones. Tribute to Ramones[14][15]
- Polska Scena Punk Vol.6 – Zawyły syreny (2023)[16]

## Ciekawostki
Punkowe piosenki zespołu WC w nowym wykonaniu „Już idziemy spać”, „Łazienka”, „Kołysanka dla wybranych” oraz „Nie chcę jeszcze umierać” zostały użyte na ścieżce dźwiękowej filmu Wszystko, co kocham z 2009 roku w reżyserii Jacka Borcucha